# ヤコブスハブン氷河

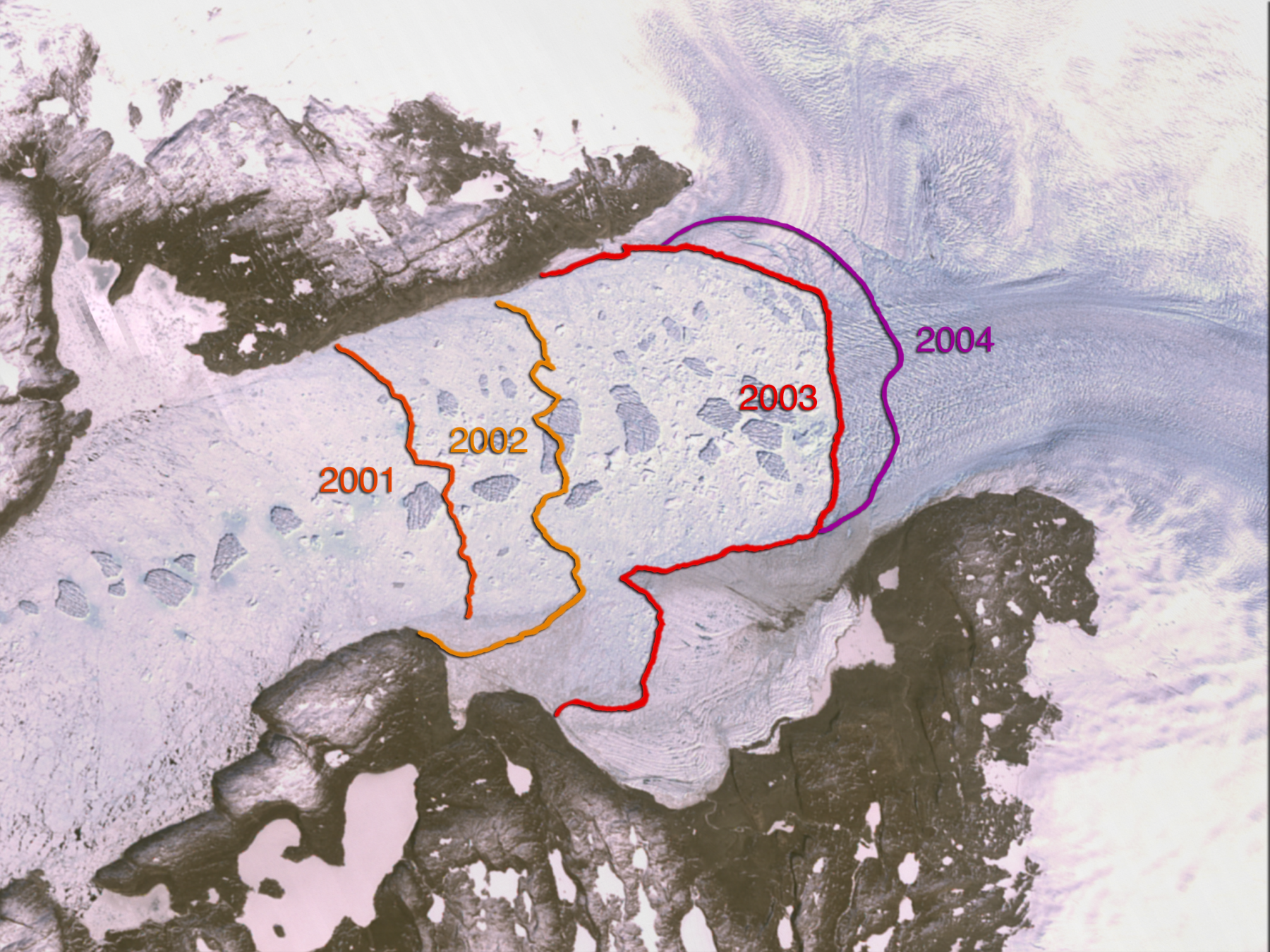
衛星からみた2001年以降の移動

ヤコブスハブン氷河（英: Jakobshavn Glacier）は、グリーンランドの西に位置する氷河である。ヤーコブスハウン氷河とも表記する。グリーンランド語ではセルメック・クジャレック（Sermeq Kujalleq）と呼ばれる。イルリサットの近くに位置している。グリーンランドの氷山の10%を占め、毎年、フィヨルドから350億トンの氷山を運ぶ。